# Шайок

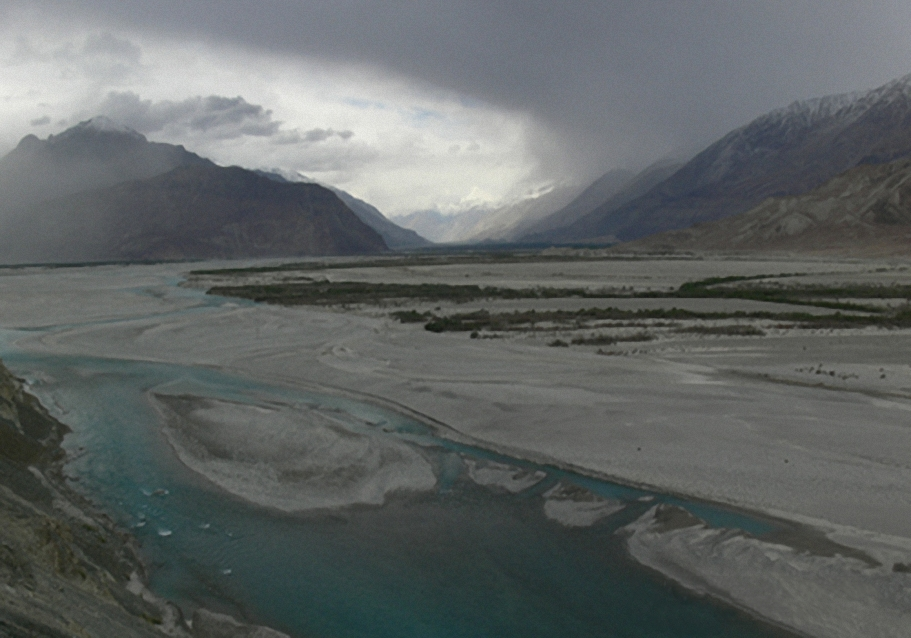
Річка Шайок і долина

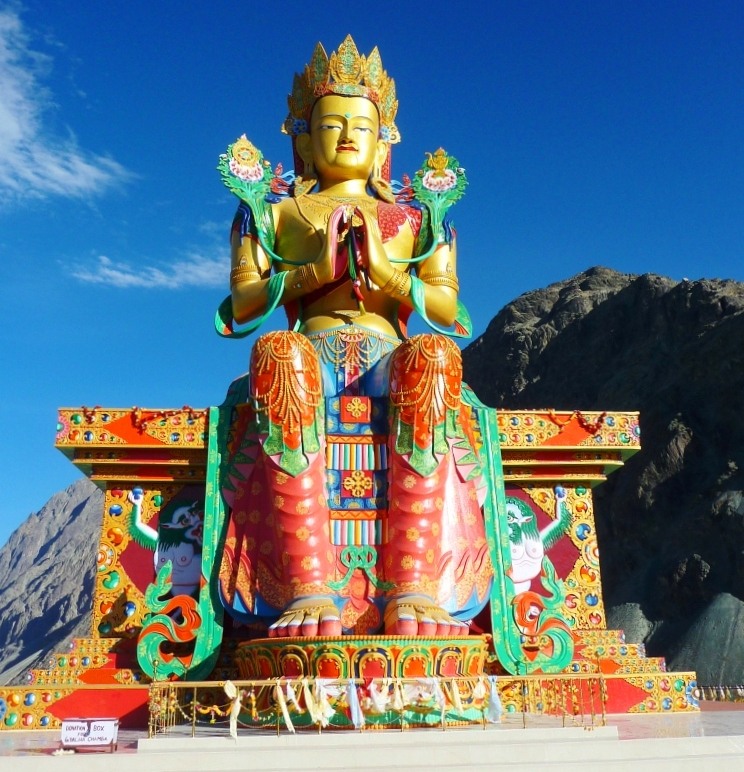
35-метрова статуя Будди Майтрейї біля річки Шайок.

Шайок — притока річки Інд, яка протікає через північний Ладакх і впадає в Гілгіт-Балтистан у Пакистані, протяжність річки близько 550 км (340 миль).
Річка Шайок бере свій початок з льодовика Рімо. Її напрямок дуже незвичний: витікаючи з льодовика Рімо, вона тече в південно-східному напрямку і, приєднуючись до хребта Пангон, робить північно-західний поворот, тече паралельно своєму попередньому шляху. Долина Шайок розширюється при впадінні в річку Нубра, але раптово перетворюється на вузьку ущелину біля Ягулунга (34.77° пн.ш. 77,14° сх.д.), продовжуючи текти через Богданг, Туртук і Тякші до переходу в Балтистан. Долина знову розширюється біля злиття з річкою Сальторо в Гурсаї. Річка впадає в Інд у Керісі, на схід від міста Скарду.
Річка Нубра, що бере початок з льодовика Сіачен, також поводиться подібно до Шайок. Перед Діскітом річка Нубра, що тече на південний схід, повертає на північний захід і зустрічається з річкою Шайок. Подібність течій цих двох важливих річок, ймовірно, вказує на серію палеолітичних розломів, що простягаються з північного заходу на південний схід і розмежовують верхні течії річок.

## Назва
Назва Шайок (або Шайог) походить від тибетського: ཤག་མ (shag) «гравій» + གཡོག་ (gyog) «розкидати» і отже, означає «розкидач гравію», мається на увазі велика кількість гравію, яку відкладає річка під час повені. Іноді цю назву неправильно приховують як «річка смерті».

## Долина
Долина Шайок — це долина річки Шайок. Вона знаходиться поблизу долини Нубра. Хардунг Ла на хребті Ладакх лежить на північ від Лех і є воротами до долин Шайок і Нубра. Льодовик Сіачен лежить на півдорозі до останньої долини.

## Притоки
Річка Чанг Чен Мо формується поблизу Памзала на рівнині Чангчінмо в Ладакху і тече на захід. Вона закінчується, коли впадає в річку Шайок.
Річка Галван знаходиться в південній частині Аксай-Чин, Галван бере свій початок в районі Самзунглінга і тече на захід, де впадає в річку Шайок.
Річка Нубра — притока річки Шайок, яка впадає в річку Інд. Вона протікає в регіоні Ладакх в Індії.
Річка Салторо починається в околицях гірського хребта Салторо-Кангрі і тече на південний захід. Інша гілка бере початок від західних льодовиків Сіачен і тече на захід, щоб приєднатися до неї біля села Думсум. На північ від долини Гурсай вона зустрічається з річкою Хуше на піку Машбурм і впадає в річку Шайок на південному заході.

## Галерея

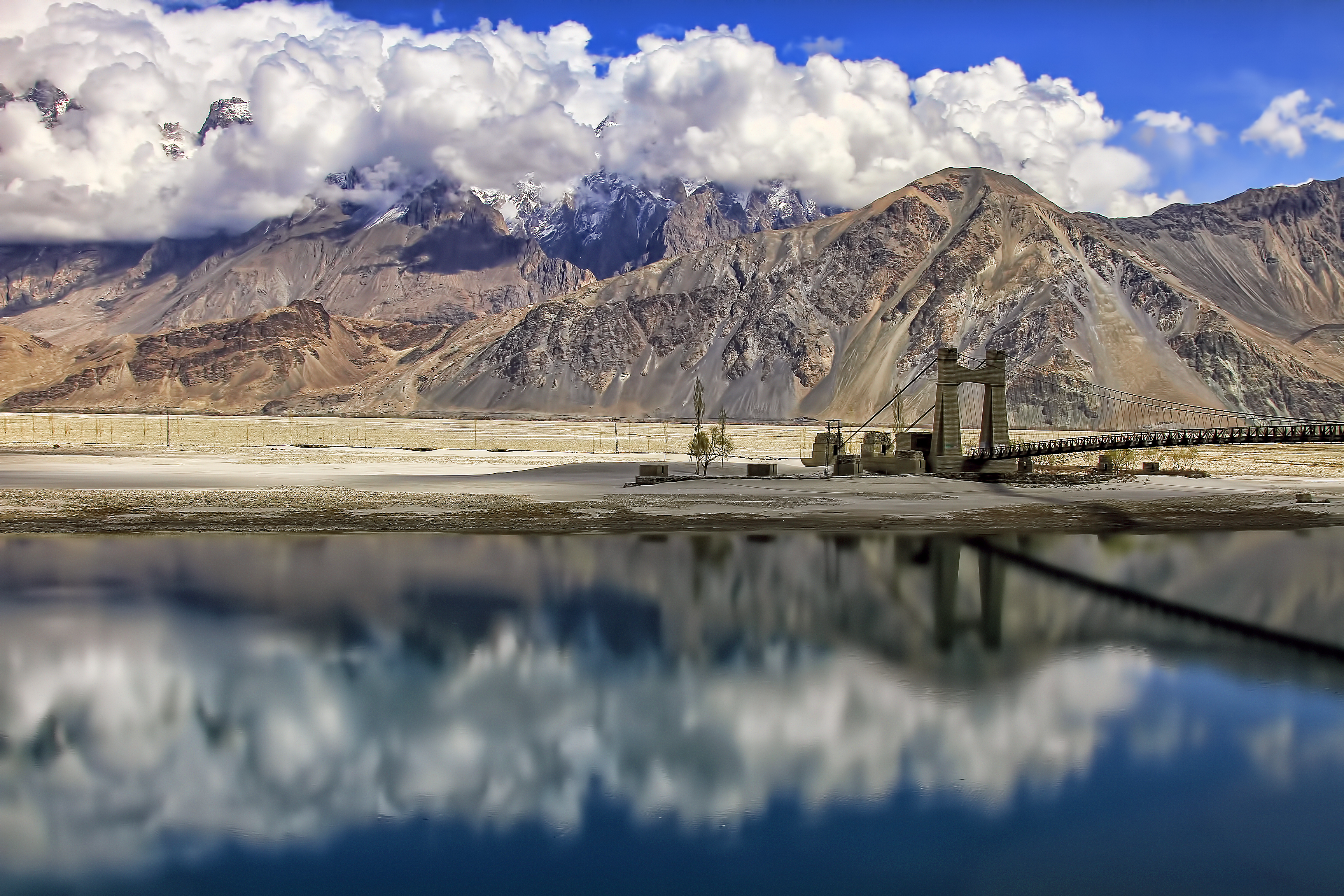
Шайок у долині Хаплу
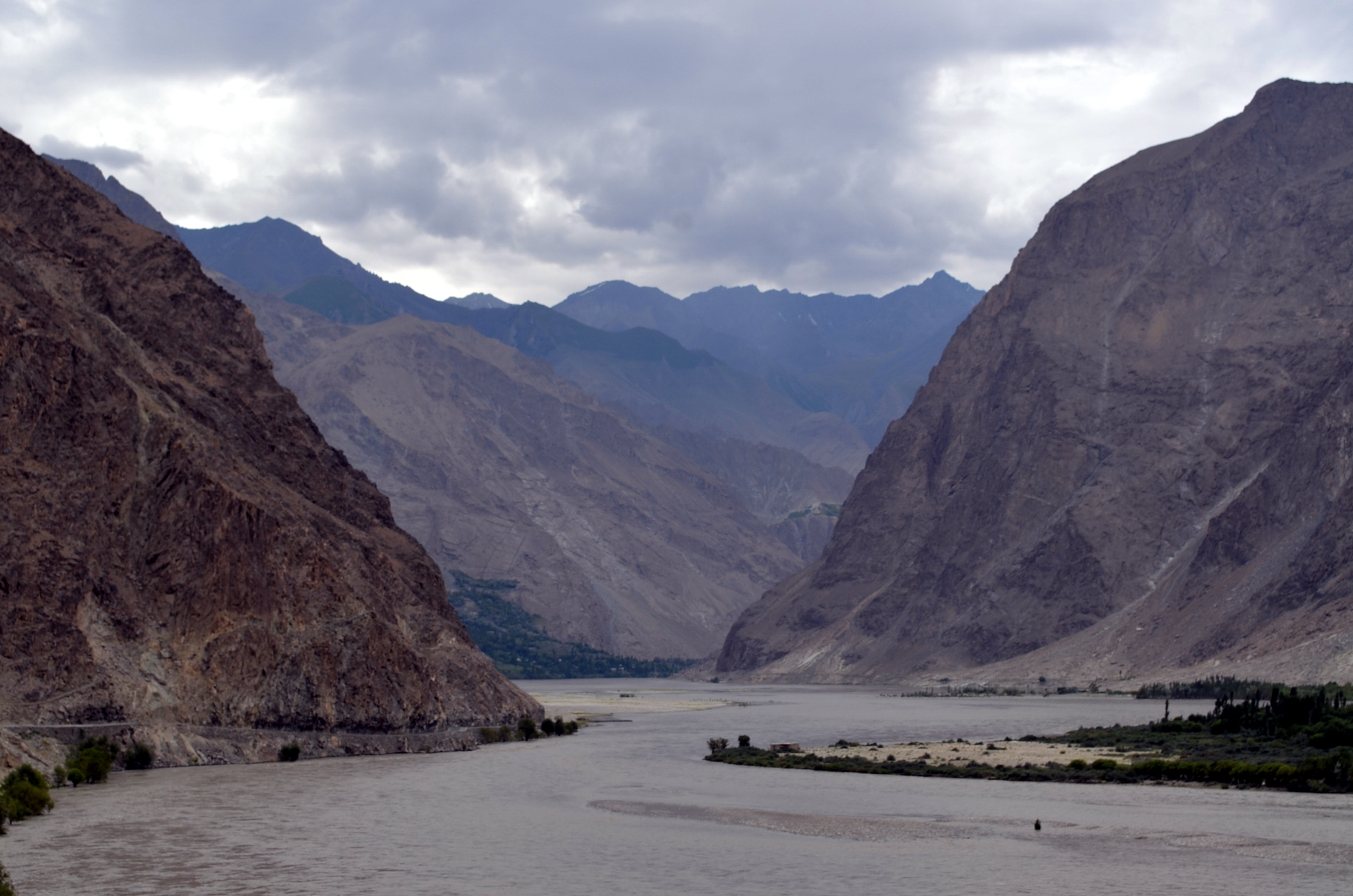
Харфак і Югу
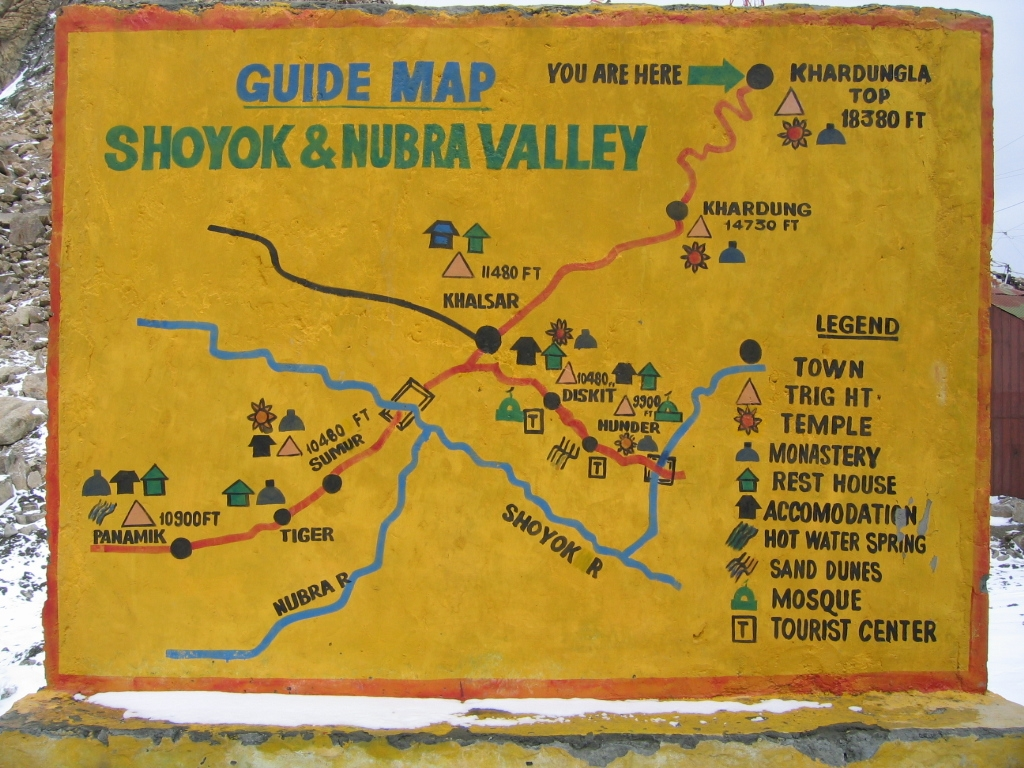
Карта дорожніх позначок